# Курцын, Роман Дмитриевич
Рома́н Дми́триевич Ку́рцын (род. 14 марта 1985, Кострома, РСФСР, СССР) — российский актёр театра и кино, каскадёр. Арт-директор и соучредитель ООО «Ярфильм».

## Биография
Родился 14 марта 1985 года в Костроме.
Отец был милиционером, а мать — военной. Младший брат Алексей поступил на режиссёрский факультет.
С первого класса был участником школьных кружков, секций, студий. На выбор профессии оказал влияние телефильм «Д’Артаньян и три мушкетёра» (1978), просмотренный в раннем детстве. В 2007 году окончил Ярославский государственный театральный институт (художественный руководитель — народный артист России Александр Сергеевич Кузин).
С 2007 года снимается в кино. Дебютировал в эпизодической роли в четвёртом сезоне телесериала «Всегда говори „всегда“». Перед съёмками телесериала «Серебро» был приглашён на второстепенную роль, но позже режиссёр решил задействовать его в роли одного из центральных персонажей.
Известность принесла роль Константина Орлова в телесериале «Меч» (2009) («РЕН ТВ»).
Фильм «Жажда» (2013) получил диплом в номинации «Лучший мужской ансамбль молодых артистов» на фестивале «Кинотавр». Курцын получил несколько призов кинофестивалей за образ Генки.
Снялся в телесериалах «Корабль» (2014—2015, роль Макса Григорьева) и «Ленинград 46» (2015), рассказывающий о борьбе с преступностью в Ленинграде после Великой Отечественной войны, где его герой — боксёр Сергей Панкратов.
Играл в спектаклях «Карусель по господину Фрейду», «Страсти под вязами», «Очень простая история».
Арт-директор, соучредитель ООО «Ярфильм», входит в Гильдию каскадёров России.

## Личная жизнь
Со своей женой Анной Сергеевной Назаровой (род. 19 ноября 1984, Ярославль) познакомился во время учёбы в Ярославском государственном театральном институте. Поженились через три года, в 2012 году родился сын — Никита. В семье также есть дочь.

## Творчество

### Театральные работы
- «Очень простая история» Марии Ладо — Алексей, сын соседа
- «Страсти под вязами» Юджина О’Нила — Эбин
- «Карусель по господину Фрейду» Артура Шницлера — молодой человек
- «Это вечное движение», пластический спектакль —
- «Семь долин», поэтический спектакль по поэзии Востока — ученик
- «Возвращение на улицу Вязов» В. С. Домбровского — Фрэдди

### Фильмография
| Год       |    | Название                                                                  | Роль |
| --------- | -- | ------------------------------------------------------------------------- | --- |
| 2007      | с  | Всегда говори «всегда» 4                                                  | эпизод |
| 2008      | ф  | Счастливого пути                                                          | Иван Трофимов, сын огородника                                                                               |
| 2008      | с  | Чемпион                                                                   | Денис Бехтерев                                                                                              |
| 2008      | с  | Серебро                                                                   | сын Петров Алексей из рода Малых                                                                            |
| 2009—2015 | с  | Меч                                                                       | Константин Александрович Орлов («Пернатый»), старший сержант запаса, снайпер                                |
| 2009      | с  | Всегда говори «всегда» 5 (серия №5)                                       | эпизод |
| 2010      | с  | Девятый отдел (фильм № 4 «Человек ниоткуда»)                              | «Мелкий», бандит                                                                                            |
| 2010      | с  | Доктор Тырса                                                              | Максим, воздушный гимнаст, цирковой артист                                                                  |
| 2010      | ф  | Я подарю себе чудо                                                        | Влад Дёмин                                                                                                  |
| 2010      | ф  | Ярослав. Тысячу лет назад                                                 | Ставко, воин                                                                                                |
| 2011      | ф  | Slove. Прямо в сердце                                                     | Иван Лапин, капитан спецназа                                                                                |
| 2011      | с  | Стреляющие горы                                                           | Александр Меркурьев, старший лейтенант, пограничник                                                         |
| 2011      | с  | А счастье где-то рядом                                                    | Юрий Земцов, лейтенант юстиции, новый судебный пристав                                                      |
| 2011      | с  | Мент в законе 4 (фильмы № 3 «Капкан для смотрящего» и 4 «Доходное место») | Вадим Рубакин, капитан, оперуполномоченный                                                                  |
| 2012      | с  | Мент в законе 5                                                           | Вадим Рубакин, капитан, оперуполномоченный                                                                  |
| 2012      | с  | Степные дети                                                              | Вадим Тарасов, детдомовец                                                                                   |
| 2012      | с  | Земский доктор. Продолжение                                               | Николай, водитель «скорой помощи»                                                                           |
| 2012      | с  | Без следа (серия № 19)                                                    | Антон Дьяков, боксёр                                                                                        |
| 2012      | с  | Пока цветёт папоротник                                                    | Денис (Дыня) Стрельцов                                                                                      |
| 2012      | с  | Как выйти замуж за миллионера                                             | Денис Раевский                                                                                              |
| 2012      | с  | Бедные родственники                                                       | Кирилл Зубов                                                                                                |
| 2013      | с  | Дурная кровь                                                              | Саша Вершинин                                                                                               |
| 2013      | ф  | Женский день                                                              | Игорь, клиент агентства                                                                                     |
| 2013      | ф  | Жажда                                                                     | Генка, ветеран первой чеченской кампании, друг и сослуживец Кости, Пашки и Серёги Плотникова                |
| 2013      | с  | Под прицелом                                                              | Олег Павлов, капитан полиции                                                                                |
| 2013      | ф  | Стыд                                                                      | Сердечкин                                                                                                   |
| 2013      | с  | Фёдоров                                                                   | вестовой |
| 2014—2015 | с  | Корабль                                                                   | Максим (Макс) Григорьев, участник проекта «Александрия», сын штурмана Юрия Ракиты                           |
| 2014      | с  | Как выйти замуж за миллионера 2                                           | Денис Раевский                                                                                              |
| 2014      | с  | На рубеже. Ответный удар                                                  | Виктор Гузько, старший лейтенант                                                                            |
| 2014      | с  | Красивая жизнь                                                            | Алик, бандит                                                                                                |
| 2015      | с  | Ленинград 46 (фильм № 6 «Чемпион города» — серии № 21-24)                 | Сергей Панкратов, боксёр, член банды «боксёров»                                                             |
| 2015      | с  | Офицерские жёны                                                           | Виктор Терехов                                                                                              |
| 2015      | с  | Принцесса с севера                                                        | Константин Шумаков, жених Виктории                                                                          |
| 2015      | с  | Команда                                                                   | Алексей Ветренко                                                                                            |
| 2015—2018 | с  | Стрелок-3. Возвращение героя                                              | Егор Бодров                                                                                                 |
| 2016      | с  | Неваляшка                                                                 | Игорь, тренер по фитнесу                                                                                    |
| 2016      | с  | Отель «Элеон» (серия № 6)                                                 | Александр Агеев, боксёр                                                                                     |
| 2017      | ф  | Гуляй, Вася!                                                              | Макс, бывший боксёр, парень Насти                                                                           |
| 2017      | ф  | Крым                                                                      | Саня |
| 2017      | с  | Пять минут тишины                                                         | Александр Викторович Грек, сотрудник поисково-спасательного отряда МЧС России                               |
| 2017      | с  | Большие деньги (Фальшивомонетчики)                                        | Костя Колесников, сын Юрия («Врубеля») и Марии Колесниковых                                                 |
| 2017      | с  | Хождение по мукам                                                         | Мишка Соломин                                                                                               |
| 2017      | ф  | Детки напрокат                                                            | велосипедист                                                                                                |
| 2018      | ф  | Я худею                                                                   | Женя, тренер по плаванию, парень Ани Куликовой                                                              |
| 2018—2021 | с  | Фитнес                                                                    | Олег Фомин, тренер, сотрудник фитнес-клуба «SuperFit», бывший муж Полины Андреевны Потёмкиной               |
| 2018      | ф  | Вечная жизнь Александра Христофорова                                      | Евгений Бойко, аниматор «гладиатор Люциус»                                                                  |
| 2018      | ф  | СуперБобровы. Народные мстители                                           | Даня Шишкин                                                                                                 |
| 2018      | с  | Пять минут тишины. Возвращение                                            | Александр Викторович Грек, сотрудник поисково-спасательного отряда МЧС России                               |
| 2018      | ф  | Всё или ничего                                                            | Никита |
| 2018      | с  | Жёлтый глаз тигра                                                         | Михаил Евгеньевич Бойко (Куплет), школьный друг Сергея Звягинцева, калининградский криминальный «авторитет» |
| 2019      | ф  | Семь ужинов                                                               | Евгений Владимирович Славский, врач-психиатр, преподаватель психологии, профессор                           |
| 2019      | ф  | Бабушка лёгкого поведения 2. Престарелые мстители                         | Харитон Уздечкин, хоккеист, одноклассник Любови                                                             |
| 2019      | ф  | Балканский рубеж                                                          | Николай Полторацкий, старший лейтенант, командир взвода (прототип — Николай Яцыков)                         |
| 2019      | с  | 90-е. Весело и громко                                                     | Боб (Борис), десантник, участник Афганской войны, барабанщик                                                |
| 2019      | ф  | Болевой порог                                                             | Кирилл |
| 2019      | с  | Беловодье. Тайна затерянной страны                                        | Денис («Дыня») Стрельцов, брат Максима                                                                      |
| 2019      | ф  | Успех                                                                     | Артём Гордеев, рокер                                                                                        |
| 2020      | ф  | (Не)идеальный мужчина                                                     | Борис, фитнес-тренер, бывший парень Светы                                                                   |
| 2020      | с  | Проспект Обороны                                                          | Валентин Астахов                                                                                            |
| 2020      | с  | Пять минут тишины. Новые горизонты                                        | Александр Викторович Грек, сотрудник поисково-спасательного отряда МЧС России                               |
| 2020      | ф  | Большущая охота                                                           | Юра Скворцов                                                                                                |
| 2020      | ф  | Гуляй, Вася! Свидание на Бали                                             | Макс, бывший боксёр                                                                                         |
| 2020      | с  | Два берега                                                                | Имя персонажа не указано                                                                                    |
| 2020      | ф  | Огонь                                                                     | Сергей Зотов (Серёга), пожарный                                                                             |
| 2020      | ф  | Самый Новый год!                                                          | Саша |
| 2021      | с  | Ле.Ген.Да                                                                 | Леонид Геннадьевич Давыдов («Ле.Ген.Да»), боец MMA                                                          |
| 2021      | с  | ИП Пирогова 3                                                             | камео |
| 2022      | ф  | Одиннадцать молчаливых мужчин                                             | Алексей Хомич                                                                                               |
| 2022      | ф  | Любовники                                                                 | Лёша |
| 2022      | ф  | Тайный Санта                                                              | Максим |
| 2022      | с  | Хэдшот                                                                    | герой компьютерной игры                                                                                     |
| 2023      | с  | Неприличные деньги                                                        | Докукин, бандит, бывший ученик Сергея Леонидовича                                                           |
| 2023      | мф | Коты Эрмитажа                                                             | кот Винсент                                                                                                 |
| 2023      | ф  | Квест                                                                     | Имя персонажа не указано                                                                                    |
| 2024      | ф  | Бременские музыканты                                                      | Пёс |
| 2024      | с  | Красный 5                                                                 | Бабуля |
| 2024      | с  | Про людей и про войну                                                     | Имя персонажа не указано                                                                                    |
| 2024      | ф  | Тур с Иванушками                                                          | Коля |
| 2024      | ф  | Бывший в помощь                                                           | Максим |
| 2024      | с  | Пять копеек                                                               | Роман |
| 2024      | ф  | Пираты галактики Барракуда                                                | Змеестраж                                                                                                   |
| 2024      | ф  | Возвращение попугая Кеши                                                  | Имя персонажа не указано                                                                                    |
| 2024      | ф  | Уралочка                                                                  | Игнат |
| 2025      | ф  | Капитан Крюк                                                              | Никита Крюков                                                                                               |

#### Дубляж
| Год  |    | Русское название    | Оригинальное название | Роль                 |
| ---- | -- | ------------------- | --------------------- | -------------------- |
| 2019 | мф | Волшебный парк Джун | Wonder Park           | Бумер, синий медведь |

### Съёмки в видеоклипах
- Ваня Романов — «Расставим тачки над „i“»[8]
- Tone Peaк — «Удача»
- Элина Чага — «Чай с облепихой»[9]

## Звания и награды

### Ведомственные награды Российской Федерации
- 2011 — премия ФСБ России в номинации «Актёрская работа» (2-я премия) — за роль офицера-пограничника старшего лейтенанта Александра Меркурьева в телесериале «Стреляющие горы» режиссёра Рустама Уразаева[10].
- 2017 — медаль «За пропаганду спасательного дела» МЧС России — за роль сотрудника поисково-спасательного отряда МЧС России Александра Грека в телесериале «Пять минут тишины»

### Спортивные достижения и награды
- 2002 — чемпион России по армрестлингу.
- 2019 — обладатель чёрного пояса по карате.

### Общественные награды
- 2013 — специальный диплом жюри «За энергию и обаяние» на XXIV Открытом российском кинофестивале «Кинотавр» мужскому актёрскому ансамблю фильма «Жажда» (режиссёр Дмитрий Тюрин)[11].
- 2013 — приз «За лучшую мужскую роль» на кинофестивале «Амурская осень» в Благовещенске (совместно с Михаилом Грубовым) — за роль Генки в фильме «Жажда» режиссёра Дмитрия Тюрина[12].
- 2013 — приз «За лучшую мужскую роль» на XXI Фестивале русского кино в Онфлёре (совместно с Михаилом Грубовым) — за роль Генки в фильме «Жажда» режиссёра Дмитрия Тюрина[13].
- 2014 — диплом «За создание ярких образов в игровых фильмах» «Жажда» и «Стыд» на X Международном кинофестивале «Победили вместе» в Севастополе.
- 2014 — приз «Лучшая актёрская работа» на II Фестивале «Провинциальная Россия» в Ейске — за роль Генки в фильме «Жажда» режиссёра Дмитрия Тюрина[14].
- 2017 — специальный приз председателя жюри народного артиста России Сергея Никоненко на XХIV Международном фестивале актёров кино «Созвездие» в Ярославле — за исполнение главной роли Сани в драматическом художественном фильме режиссёра Алексея Пиманова «Крым»[15].
- 2018 — лауреат премии Insta Cinema Awards 2018 в номинации «Insta Лучшая мужская роль» — за роль Жени в фильме «Я худею» режиссёра Алексея Нужного[16].
- 2018 — лауреат премии российской версии журнала The Hollywood Reporter «Аванс» как самый талантливый российский молодой актёр — за исполнение главных ролей сразу в нескольких громких проектах сезона[17].
- 2019 — лауреат премии Crocus Fitness Awards в категории «Искусство» в номинации «Фитнес-актёр года»[18].
- 2021 — медаль «Талант и призвание» Всемирного благотворительного альянса «Миротворец» — за вклад в развитие социальных и благотворительных программ[19][20].